# Rafales de Québec
Rafales de Québec (engelska: Quebec Rafales) var ett kanadensiskt professionellt ishockeylag som spelade i International Hockey League (IHL) mellan 1996 och 1998. Ishockeylaget hade dock sitt ursprung från 1992 när Atlanta Knights anslöt sig till IHL. Fyra år senare blev Knights Rafales. Ishockeylaget spelade sina hemmamatcher i inomhusarenan Colisée de Québec i Québec i Québec. De vann aldrig Turner Cup, som var trofén till det lag som vann IHL:s slutspel.
Spelare som spelade för Rafales var bland andra Patrik Allvin, Jesse Bélanger, Mark Greig, Brent Gretzky, Kevin Hodson, Ryan Hughes, Glen Metropolit och Bob Sweeney.